# Équipe cycliste Meiyo CCN
L'équipe cycliste Meiyo CCN (officiellement Meiyo CCN Pro Cycling) est une équipe cycliste taïwanaise créée en 2005 sous le nom de Cyclesport.se comme équipe de club. En 2009, elle court avec le statut d'équipe continentale sous le nom de Magnus Maximus Coffee.com, puis en 2010 sous le nom de Sprocket. Elle redevient une équipe de club junior avec comme dénomination Cyclesport.se de 2011 à 2013 puis en élites le nom de Bliz-Merida avant de redevenir une équipe continentale à partir de 2016.

## Histoire de l'équipe
L'équipe est créée en 2005 sous le nom de Cyclesport.se en tant qu'équipe de club jusqu'en 2009. En 2008 l'équipe se consacre uniquement aux coureurs espoirs en se composant uniquement de ce type de coureurs.
Elle obtient le statut d'équipe continentale en 2009 sous son nouveau nom Magnus Maximus Coffee.com devenant ainsi la première équipe suédoise de cette catégorie puis prend ensuite le nom de Sprocket en 2010 toujours en tant qu'équipe continentale.
De 2011 à 2013 elle court sous la forme d'une équipe junior en reprenant son nom d'origine Cyclesport.se.
Depuis 2014 elle se nomme Bliz-Merida puis redevient en 2016 une équipe continentale.

## Principales victoires
- FBD Insurance Rás : Alexander Wetterhall (2010)
- Dookoła Mazowsza : Matti Manninen (2016)

## Classements UCI
L'équipe participe aux épreuves des circuits continentaux et en particulier de l'UCI Asia Tour. Les tableaux ci-dessous présentent les classements de l'équipe sur les différents circuits, ainsi que son meilleur coureur au classement individuel.
UCI Africa Tour
| UCI Africa Tour | UCI Africa Tour        | UCI Africa Tour                           | UCI Africa Tour |
| Année           | Classement par équipes | Meilleur coureur au classement individuel |                 |
| --------------- | ---------------------- | ----------------------------------------- | --------------- |
| 2016            | 21e                    | Matti Manninen (225e)                     |                 |
| 2017            | 24e                    | Ben Hetherington (186e)                   |                 |
| 2018            | 22e                    | Jacob Tipper (170e)                       |                 |
|                 |                        |                                           |                 |
| Source : UCI    |                        |                                           |                 |

UCI Asia Tour
| UCI Asia Tour | UCI Asia Tour          | UCI Asia Tour                             | UCI Asia Tour |
| Année         | Classement par équipes | Meilleur coureur au classement individuel |               |
| ------------- | ---------------------- | ----------------------------------------- | ------------- |
| 2018          | 57e                    | Hannes Bergström Frisk (266e)             |               |
| 2019          | -                      | Chen Chien-liang (104e)                   |               |
| 2020          | -                      | Chen Chien-liang (114e)                   |               |
| 2021          | 32e                    | -                                         |               |
| 2022          | 25e                    | Ren Bao Tsen (340e)                       |               |
|               |                        |                                           |               |
| Source : UCI  |                        |                                           |               |

UCI Europe Tour
| UCI Europe Tour | UCI Europe Tour        | UCI Europe Tour                           | UCI Europe Tour |
| Année           | Classement par équipes | Meilleur coureur au classement individuel |                 |
| --------------- | ---------------------- | ----------------------------------------- | --------------- |
| 2009            | 121e                   | Alexander Wetterhall (887e)               |                 |
| 2010            | 70e                    | Alexander Wetterhall (180e)               |                 |
| 2016            | 81e                    | Matti Manninen (421e)                     |                 |
| 2017            | 120e                   | Joni Kanerva (1002e)                      |                 |
| 2018            | 100e                   | Hiski Kanerva (753e)                      |                 |
| 2019            | 45e                    | Erik Bergström Frisk (309e)               |                 |
| 2020            | 64e                    | Emil Andersson (618e)                     |                 |
| 2022            | -                      | Māris Bogdanovičs (1052e)                 |                 |
|                 |                        |                                           |                 |
| Source : UCI    |                        |                                           |                 |

UCI Oceania Tour
| UCI Oceania Tour | UCI Oceania Tour       | UCI Oceania Tour                          | UCI Oceania Tour |
| Année            | Classement par équipes | Meilleur coureur au classement individuel |                  |
| ---------------- | ---------------------- | ----------------------------------------- | ---------------- |
| 2010             | 18e                    | Jack Anderson (141e)                      |                  |
| 2019             | -                      | Samuel Volkers (110e)                     |                  |
| 2020             | -                      | Samuel Volkers (49e)                      |                  |
| 2021             | -                      | Kane Richards (80e)                       |                  |
| 2022             | -                      | Cyrus Monk (56e)                          |                  |
|                  |                        |                                           |                  |
| Source : UCI     |                        |                                           |                  |

L'équipe est également classée au Classement mondial UCI qui prend en compte toutes les épreuves UCI et concerne toutes les équipes UCI.
| Classement mondial | Classement mondial     | Classement mondial                        | Classement mondial |
| Année              | Classement par équipes | Meilleur coureur au classement individuel |                    |
| ------------------ | ---------------------- | ----------------------------------------- | ------------------ |
| 2016               | -                      | Matti Manninen (666e)                     |                    |
| 2017               | -                      | Joni Kanerva (1589e)                      |                    |
| 2018               | -                      | Hannes Bergström Frisk (1167e)            |                    |
| 2019               | 82e                    | Erik Bergström Frisk (388e)               |                    |
| 2020               | 100e                   | Emil Andersson (774e)                     |                    |
| 2021               | -                      | Kane Richards (2343e)                     |                    |
| 2022               | 155e                   | Cyrus Monk (898e)                         |                    |
|                    |                        |                                           |                    |
| Source : UCI       |                        |                                           |                    |

## Meiyo CCN Pro Cycling en 2022
| Cycliste          | Date de naissance | Nationalité    | Équipe 2021                   |  |
| ----------------- | ----------------- | -------------- | ----------------------------- |  |
| Maris Bogdanovics | 19 novembre 1991  | Lettonie       | Amore & Vita-Prodir (2020)    |  |
| Chen Chien-Liang  | 7 novembre 1993   | Taipei chinois | Meiyo CCN Pro Cycling         |  |
| Jordan Kerby      | 15 août 1992      | Australie      | Meiyo CCN Pro Cycling         |  |
| Lee Weicheng      | 3 juillet 1984    | Taipei chinois | Meiyo CCN Pro Cycling         |  |
| Hunter McGovern   | 2 juillet 2002    | Australie      |                               |  |
| Cyrus Monk        | 7 novembre 1996   | Australie      | EvoPro Racing                 |  |
| Ryan Thomas       | 2 février 1995    | Australie      | ARA Pro Racing Sunshine Coast |  |
| Ting Cheng Chang  | 10 octobre 1980   | Taipei chinois | Meiyo CCN Pro Cycling         |  |
| Tsai Shao Yu      | 20 août 1982      | Taipei chinois | Meiyo CCN Pro Cycling         |  |
| Tsai Jie Tsai     | 18 novembre 2002  | Taipei chinois | Meiyo CCN Pro Cycling         |  |
| Ren Bao Tsen      | 20 janvier 2003   | Malaisie       |                               |  |
| Samuel Volkers    | 13 juillet 1992   | Australie      | Meiyo CCN Pro Cycling         |  |